# بیئوکبانگسان
بیئوکبانگسان (به لاتین: Byeokbangsan) یک کوه در کره جنوبی است که در استان گیونگ‌سانگ جنوبی واقع شده‌است. بیئوکبانگسان ۶۵۰ متر بالاتر از سطح دریا واقع شده‌است.